# Красный-Адмони, Григорий Яковлевич
Григорий Яковлевич (Гойвиш Нотович, Нутович) Красный-Адмони (23 сентября (5 октября) 1881, Геническ — 1 января 1970, Ленинград) — еврейский историк, публицист и общественный деятель.

## Биография
Был пятым ребёнком в семье кантониста Янкефа-Нуте Менделевича Красного, занятого извозом зерна в Геническе, и Гинды-Баси Красной. После получения традиционного еврейского образования в хедере, он в 1899 году сдал экстерном выпускные экзамены в симферопольской гимназии и, преодолев процентную норму, ограничивавшую приём евреев в российские университеты, в 1901 году поступил на факультет восточных языков Санкт-Петербургского университета. Одновременно он стал посещать лекции на историко-филологическом факультете и учиться в Петербургской консерватории (по классу вокала). Подрабатывал в зажиточных еврейских семьях. В 1905 году он женился на одной из своих учениц, дочери присяжного поверенного, Раисе Яковлевне Пумпер. В 1906 году у них родился сын Иоганн; в этом же году Г. Я. Красный блестяще окончил университет. В 1907 году он сдал экстерном экзамены за курс юридического факультета Харьковского университета, получив диплом 1-й степени. С 1908 года поступил на службу помощником присяжного поверенного при Санкт-Петербургской судебной палате, а 29 сентября 1910 года он был внесён в список присяжных стряпчих Петербургского суда.
В 1909 году родился второй сын, Владимир.
С 1896 года был членом Общества распространения просвещения между евреями в России, преподавал в его мужском училище, где также работали учителями его братья Исаак Яковлевич Красный (1871—1922) и Иссер Нотович Красный; позже избирался в его комитет, участвовал в организации Еврейского историко-этнографического общества (1909) и Общества для научных еврейских знаний. Перевёл с иврита произведения писателя М. З. Файерберга («Еврейская семейная библиотека». — 1902. — № 11). Выступал с критикой современной еврейской литературы в русско-еврейской периодике. Под псевдонимом Раин опубликовал свои стихи. В 1906 году Г. Красный опубликовал свои первые научные работы: литературоведческое исследование «Иммануил Римский и Данте» («Книжки Восхода». — 1906. — №№ 1—3) и историко-философское эссе «Великие перевороты и евреи» (СПб., 1907). Был приглашён в редакцию «Еврейской энциклопедии», выходившей в издательстве Брокгауза и Эфрона в 1908-1913 гг.; редактировал её библейский раздел, написал ряд статей.
В годы первой мировой войны он участвовал в организации помощи евреям-беженцам из прифронтовых районов. В 1916 году был мобилизован в армию и направлен в 3-й пехотный запасной полк, стоявший в Петергофе; 12 января 1917 года по болезни уволен от военной службы. В 1917 году поддержал идею создания еврейских сил самообороны; с этой целью встречался со своим старым знакомым и коллегой по адвокатуре А. Ф. Керенским, который обещал содействие Временного правительства в реализации этой задачи. В 1918 году был привлечён М. Горьким к чтению лекций по разъяснению сущности антисемитизма среди разных слоев русского общества. Горький привлёк его также к работе в издательстве «Всемирная литература», где предполагалось издание переводов на русский язык различных произведений библейской литературы и литературы Древнего Востока — благодаря продовольственным пайкам от Комиссии по улучшению быта учёных, учрежденной по ходатайству Горького, семье Григория Яковлевича удалось пережить голод.
С 1917 года прибавил к фамилии вторую часть, Адмони ("красный" или "красноватый" на иврите).
В феврале 1919 года был открыт Петроградский еврейский университет, в котором Г. Я. Красный-Адмони стал профессором, — читал курсы лекций «Древнейшая и Древняя история евреев» и «Танах», им была подготовлена монография «О кодексе Хаммурапи». С 1919 года он — один из инициаторов создания архивных комиссий при Наркомате просвещения для изучения документов бывшего архива Сената по «Истории антиеврейских погромов в России» и по «Исследованию процессов о „ритуальных убийствах“». В 1919 и 1923 годах под редакцией Г. Я. Красного-Адмони вышли два тома «Материалов для истории антиеврейских погромов в России»; первый том был посвящён погромам на юге Российской империи в 1881—82 годах; во втором томе опубликованы документы по Кишиневскому погрому 1903 года. Дальнейшая работа по этой столь взрывоопасной теме была запрещена. Не имея возможности заниматься еврейской проблематикой, он переключился на работу в адвокатуре. В 1925 году он вступил в Ленинградскую коллегию адвокатов, в которой состоял до ухода на пенсию в середине пятидесятых годов.
В 1932 году был арестован его брат — Михаил Яковлевич, крупный ученый-лесовод. В 1941 году был арестован по доносу старший сын Г. Я. Красного-Адмони - Иоганн.
В 1941—1944 годах был в эвакуации с семьёй дочери Инны (1927—1999) — в шахтёрском городке Киселёвске.
Умер 1 марта 1970 года и похоронен на еврейском участке кладбища Памяти жертв 9-го января в Ленинграде.
Племянник — доктор геолого-минералогических наук Лев Исаакович Красный.